# Andreas Vesalius
Andreas Vesalius (rođen kao Andries van Wesel, Bruxelles, Belgija, 31. prosinca 1514. - Zakintos, Grčka, 15. listopada 1564.) - flamanski liječnik i anatom, njemačkog podrijetla. Napisao je prvu cjelovitu knjigu ljudske anatomije: „De humani corporis fabrica libri septem” (hrv. „Sedam knjiga o ustroju ljudskoga tijela”). Knjigu je objavio Johannes Oporinus (Basel, 1543.).
Njegov otac (također Andreas) radio je kao ljekarnik za careve Maksimilijana I., Karla V. i Ferdinanda I. Njegov djed također je radio kao liječnik za cara Maksimilijana I. Majka mu se zvala Isabel Crabbe.
Vesalius je dobio klasičnu obuku u Leuvenu (Belgija), gdje je učio latinski i grčki, prije nego je mogao studirati medicinu. Još kao mladić bio je jako zainteresiran za anatomiju. Kada je njegov otac počeo raditi u Parizu kao carev 'Valet de Chambre', tada je Vesalius upisao Sveučilište u Parizu. Jacobus Sylvius i Guenther von Andernach (Guinterius) bili su mu mentori. Ovdje je Vesalius studirao medicinu prema Galenovom sustavu. Galen je bio grčko-rimski liječnik iz 2. stoljeća. U to vrijeme to je bio najvažniji sustav medicine, a na fakultetima nije se učilo puno više od tekstova i tumačenja Galenovih mišljenja. Ali bilo je sve jasnije da ova Galenova medicina nije potpuno ispravna, a to je uočavao i Vesalius.
Što je više znanja imao, to je više počeo tražiti bolje načine liječenja. Odmaknuo se od uobičajenih Galenovih teorija i pokušao razumjeti ljudsko tijelo kroz promatranja. Zbog svojih ideja morao je pretrpjeti brojne kritike. Studij je završio radom pod nazivom 'Paraphrasis in nonum librum Rhazae medici arabis clariss ad regem Almansorum de affectum singularum corporis partium curatione'. Ondje je analizirao neke dijelove devete knjige arapskog liječnika Razija. Godine 1536. Vesalius se vratio u svoje rodno mjesto, zbog ratne situacije koja je u to vrijeme nastajala u Francuskoj.
Nakon svađe sa svojim mentorom u Leuvenu, Vesalius se preselio u Padovu u Italiji. U tom je gradu naveliko započela renesansa. Medicina je napredovala. Vesalius je doktorirao, a nedugo nakon što je dobio titulu doktora znanosti, postao je profesor kirurgije. Između ostalog, predavao je anatomiju na sveučilištu. Proučavao je anatomiju na tijelima zatvorenika koji su osuđeni na smrt. Godine 1543. objavio je knjigu anatomije "De Humani Corporis Fabrica" (hrv. „Sedam knjiga o ustroju ljudskoga tijela”) s detaljnim slikama raznih talijanskih slikara. Jedan od tih slikara bio je Jan van Calcar. U knjizi opisao je preko 200 pogrešaka Galenove medicine i dokazao da je Galen svoju medicinu temeljio na anatomskim promatranjima životinja, a ne ljudi. To je prva cjelovita knjiga ljudske anatomije. Osim patoloških disekcija na ljudima, bavio se i patološkim disekcijama mrtvih i živih životinja. Primjerice, otkrio je da životinja kojoj je prerezana kralježnica više ne može pomicati noge.
Zbog objavljivanja knjige "De Humani Corporis Fabrica", Vesalius je bio mnogo kritiziran od strane Galenovih sljedbenika. Preselio se u Španjolsku i postao osobni liječnik cara Karla V.. Kasnije je bio i liječnik njegovog sina Filipa II. Zbog svoje velike stručnosti bio je omiljen među svojim pacijentima. No, na kraju se zbog velikih kritika morao preseliti u Veneciju.
Nakon što je utvrdio da je jedan od njegovih pacijenata preminuo, dobio je pristanak obitelji pacijenta da napravi patološki rez. Kada je otvorio tijelo ustanovio je da pacijentovo srce još uvijek kuca. Obitelj ga je optužila za ubojstvo. Uz pomoć kralja nije osuđen na smrt, već je poslan u Jeruzalem. Na putu za Palestinu, njegov brod je potonuo kod otoka Zakintos (Grčka). Vesalius je umro na tom otoku i tamo je pokopan. Njegov grob nikada nije pronađen.
Godine 2005. bio je izbor za najvećeg Belgijca svih vremena. Vesalius je bio među nominiranima i završio je na 6. mjestu u flamanskoj verziji i 19. mjestu u valonskoj verziji.

## Galerija
- Ilustracija iz knjige „Sedam knjiga o ustroju ljudskoga tijela”
- Ilustracija iz knjige „Sedam knjiga o ustroju ljudskoga tijela”
- Ilustracija iz knjige „Sedam knjiga o ustroju ljudskoga tijela”
- Ilustracija iz knjige „Sedam knjiga o ustroju ljudskoga tijela”